# 上海辰山植物园

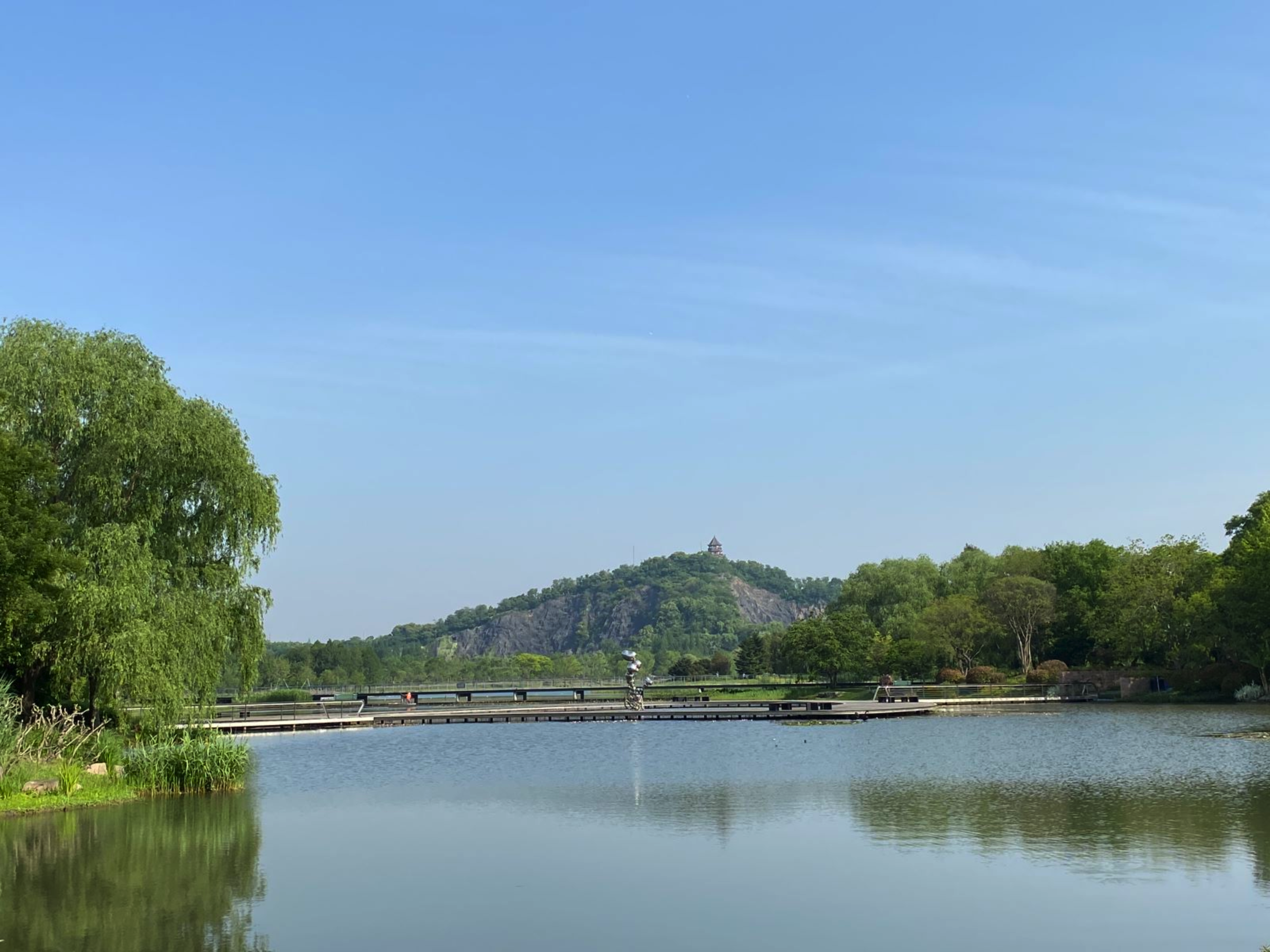
上海辰山植物园，远处为辰山

上海辰山植物园位于上海市松江区佘山镇辰山腳下，是上海市第二个植物园，也是最大的植物园。2007年4月22日，上海辰山植物园开工建设
。2010年4月26日试开园。2011年1月24日，全面开放。上海辰山植物园南临辰花路，西临千新公路，北靠沈砖公路，占地面积207公顷，由中心展示区、植物保育区、五大洲植物区和外围缓冲区等四大功能区构成。其中中心展示区设置了26个植物专类园，包括展览面积为12608平方米的亚洲最大展览温室。上海辰山植物园已收集超过10000种（含品种）植物种类，包括木兰科、兰科、凤梨科、蔷薇属、樱属、苹果属、鸢尾属，水生植物、旱生植物，药草植物、经济植物、珍稀濒危植物等专科、专属植物以及温室植物。2012年10月3日，上海辰山植物园被评定为国家4A级旅游景区。同年10月15日，被评定为全国科普教育基地。2013年1月，被上海市绿化和市容管理局授予“上海市五星级公园”荣誉称号。同年3月，荣获上海市绿化市容行业“工人先锋号”称号。同年6月26日，被提升为“上海市专题性科普场馆”。

## 外部鏈接
- 官方网站